# لیندن، نیو ساوت ولز
لیندن (به انگلیسی: Linden) یک حومه شهر در استرالیا است که در نیو ساوت ولز واقع شده‌است.